# Koktélrendezés
A koktélrendezés (cocktail sort) algoritmus egy tömb elemeinek sorba rendezésére. A buborékrendezés tökéletesített változata, mely két irányból megy végig a tömbön. Minimálisan bonyolultabb a buborékrendezésnél, de stabil marad, ugyanakkor kiküszöböli annak egyik problémáját, miszerint a nagy elemek gyorsan felemelkednek a helyükre (innen a „buborék” név), de a rossz helyen lévő kicsi elemek csak lassan süllyednek a helyükre.
A legrosszabb esetben itt is O(n²) műveletre van szükség, de ha a lista majdnem rendezett az elején, a műveletek száma közelebb van O(n)-hez mint a buborékrendezés esetén.

## Példakód

### C#
C# forráskód koktélrendezésre:
```
 
static
 
void
 
CocktailSort
(
int
[]
 
a
,
 
int
 
n
)

 
{

    
int
 
begin
 
=
 
0
;

    
int
 
end
 
=
 
n
 
-
 
1
;

    
bool
 
swapped
;

    
do

    
{

        
swapped
 
=
 
false
;

        
for
 
(
int
 
i
 
=
 
begin
;
 
i
 
<
 
end
;
 
i
++
)

        
{

            
if
 
(
a
[
i
]
 
>
 
a
[
i
 
+
 
1
])

            
{

                
Swap
(
ref
 
a
[
i
],
 
ref
 
a
[
i
 
+
 
1
]);

                
swapped
 
=
 
true
;

            
}

        
}

        
end
--
;

        
if
 
(
!
swapped
)
 
break
;

        
swapped
 
=
 
false
;

        
for
 
(
int
 
i
 
=
 
end
;
 
i
 
>
 
begin
;
 
i
--
)

        
{

            
if
 
(
a
[
i
]
 
<
 
a
[
i
 
-
 
1
])

            
{

                
Swap
(
ref
 
a
[
i
],
 
ref
 
a
[
i
 
-
 
1
]);

                
swapped
 
=
 
true
;

            
}

        
}

        
begin
++
;

    
}

    
while
 
(
swapped
);

 
}

```

### Python
Python forráskód koktélrendezésre:
```
def
 
koktél
(
lista
):
  
#Pythonban használhatóak ékezetes változónevek és függvénynevek

 
lenn
 
=
 
len
(
lista
)

 
start
 
=
 
0

 
vég
 
=
 
lenn
-
1

 
 
for
 
i
 
in
 
range
(
0
,
 
lenn
):

 
  
for
 
j
 
in
 
range
(
start
,
 
vég
):

   
if
 
lista
[
j
]
 
>
 
lista
[
j
+
1
]:

    
temp
 
=
 
lista
[
j
]

    
lista
[
j
]
 
=
 
lista
[
j
+
1
]

    
lista
[
j
+
1
]
 
=
 
temp

  
vég
-=
1

  
for
 
k
 
in
 
range
(
vég
,
 
start
,
-
1
):

   
if
 
lista
[
k
]
 
<
 
lista
[
k
-
1
]:

    
temp
 
=
 
lista
[
k
]

    
lista
[
k
]
 
=
 
lista
[
k
-
1
]

    
lista
[
k
-
1
]
 
=
 
temp

  
start
+=
1

 
return
 
lista

```